# Take Care (nummer)
Take Care is een single van de Canadese rapper Drake, in samenwerking met de Barbadiaanse zangeres Rihanna. De single bevat invloeden van een geremixt nummer van Jamie xx, die het nummer Take Care ook producete. 
Het nummer dat uitkwam op 21 februari 2012 is het vijfde nummer van het gelijknamige album van Drake. Het nummer haalde hoge noteringen in de Billboard Hot 100, met een piek op 7. Dit is iets minder, dan hun eerste succesvolle samenwerking What's My Name?, die op Rihanna's album staat. Het album kreeg verschillende platina certificaten in de VS, Australië en Canada.